# Free Trade Area of the Americas

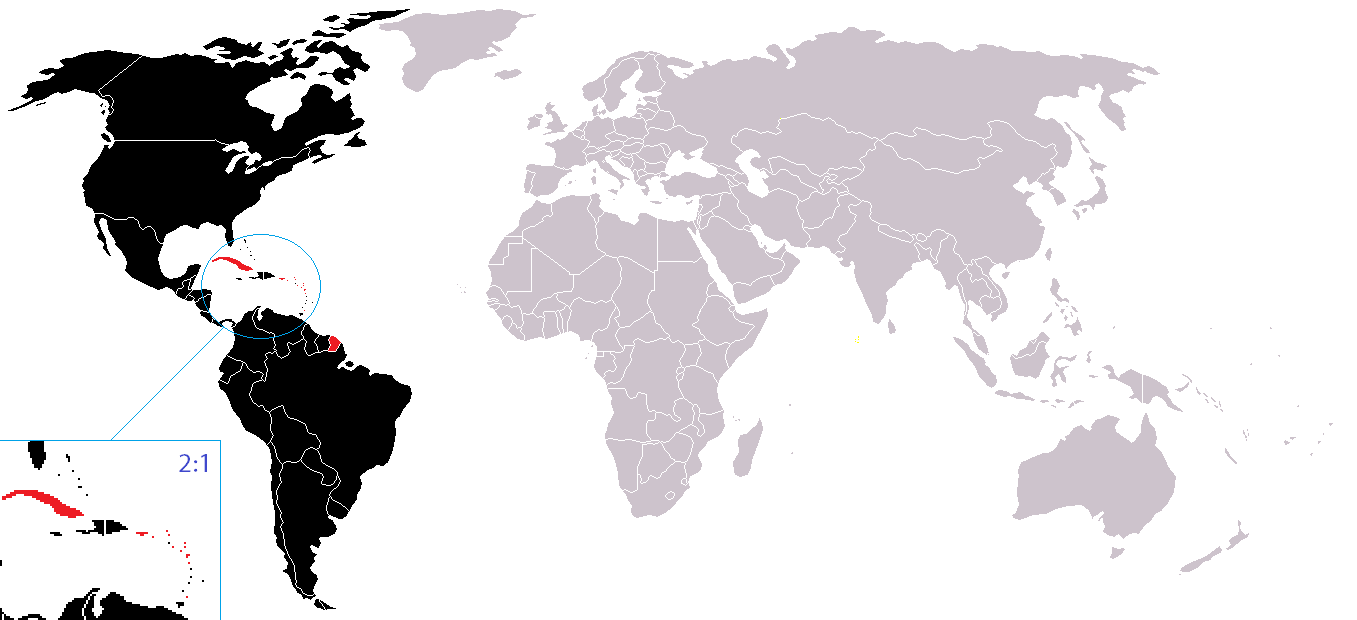
Planerade medlemmar

Free Trade Area of the Americas eller FTAA är ett tänkt frihandelsblock, som omfattar hela den amerikanska kontinenten.